# Nationale Chiang-Kai-shek-Gedächtnishalle

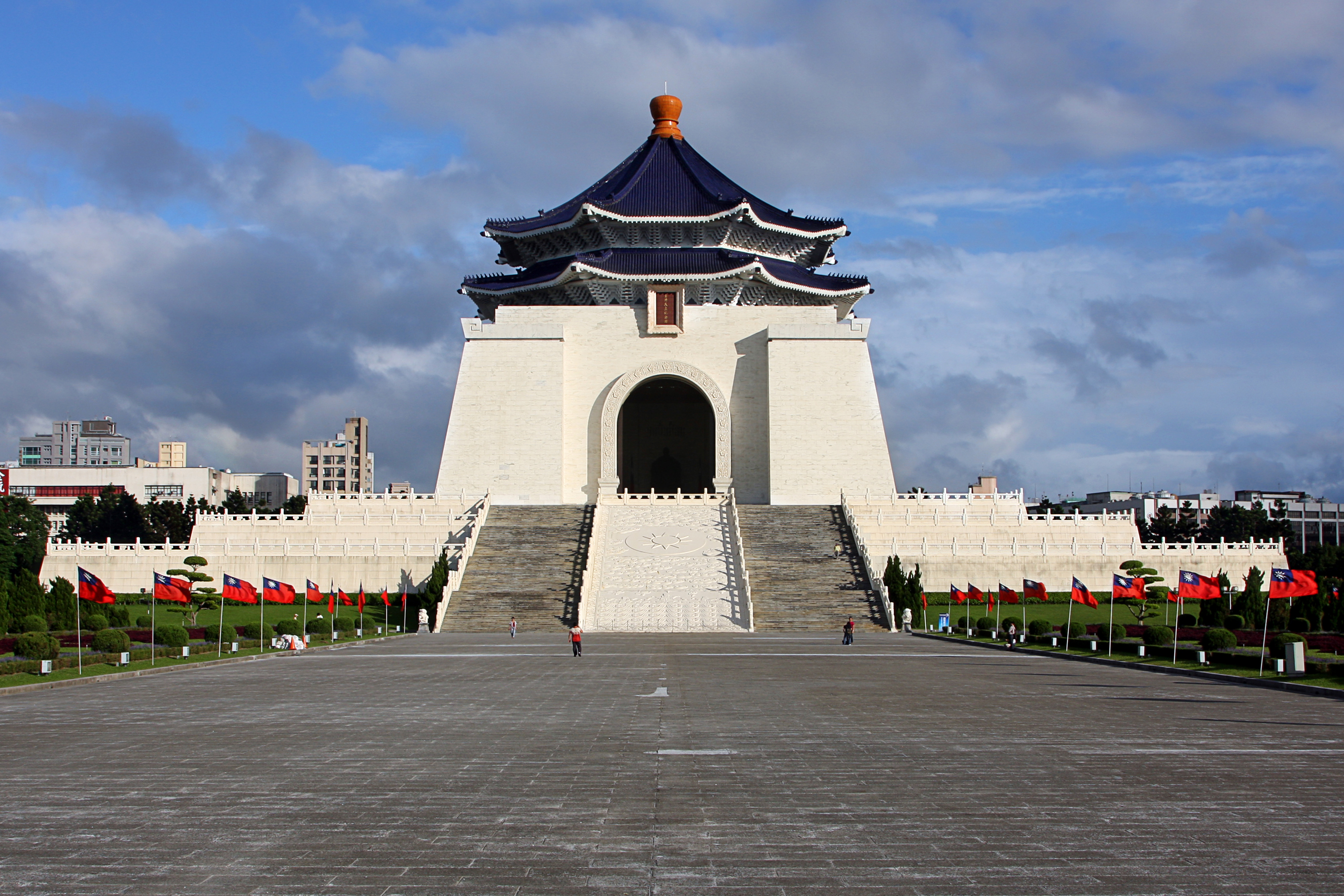
Nationale Chiang-Kai-shek-Gedächtnishalle

Die Nationale Chiang-Kai-shek-Gedächtnishalle (chinesisch 國立中正紀念堂, Pinyin Guólì Zhōngzhèng Jìniàntáng, englisch National Chiang Kai-shek Memorial Hall) ist ein Gebäude im Zentrum von Taipeh, Taiwan, das zum Gedenken an Chiang Kai-shek, den langjährigen Präsidenten und obersten Militärbefehlshaber der Republik China, errichtet wurde. Das Monument ist von einem Park umgeben und steht am Ostende eines von der Nationalen Theaterhalle und der Nationalen Konzerthalle flankierten Platzes.

## Entstehung und Eröffnung
Nach dem Tod Chiang Kai-sheks 1975 bildete der Exekutiv-Yuan eine Beerdigungskommission, die sich mit der Erbauung einer Gedenkhalle beschäftigen sollte. Der Stil des Monumentes wurde von Yang Cho-cheng entworfen, welcher einen Architektenwettbewerb um das Gebäude gewann. Yangs Entwurf vereinigt verschiedene traditionell-chinesische Architekturstile und ist an das zwischen 1926 und 1929 errichtete Sun-Yat-sen-Mausoleum in Nanjing in der heutigen Volksrepublik China angelehnt, die Gedenkhalle für den Gründer der Republik China und der Kuomintang. Die Grundsteinlegung fand am 31. Oktober 1976 statt, dem 90. Geburtstag Chiangs. Das Gebäude wurde offiziell am 5. April 1980, dem fünften Todestag Chiangs, eröffnet.

## Gedenkpark
Nach Yangs Entwurf baute man die Gedenkhalle am Ostende des „Chiang-Kai-shek-Parkes“ (中正公園,  Zhōngzhèng Gōngyuán, englisch Chiang Kai-shek Park) und räumte dem Park 240.000 m² im „Zhongzheng“-Viertel (中正) in der Nähe des Präsidentenbüros ein. Nach der Umbenennung der Gedenkhalle wurde der Park „Taiwan-Demokratie-Park“ (臺灣民主公園,  Táiwān Mínzhǔ Gōngyuán, englisch Taiwan Democracy Park) genannt.

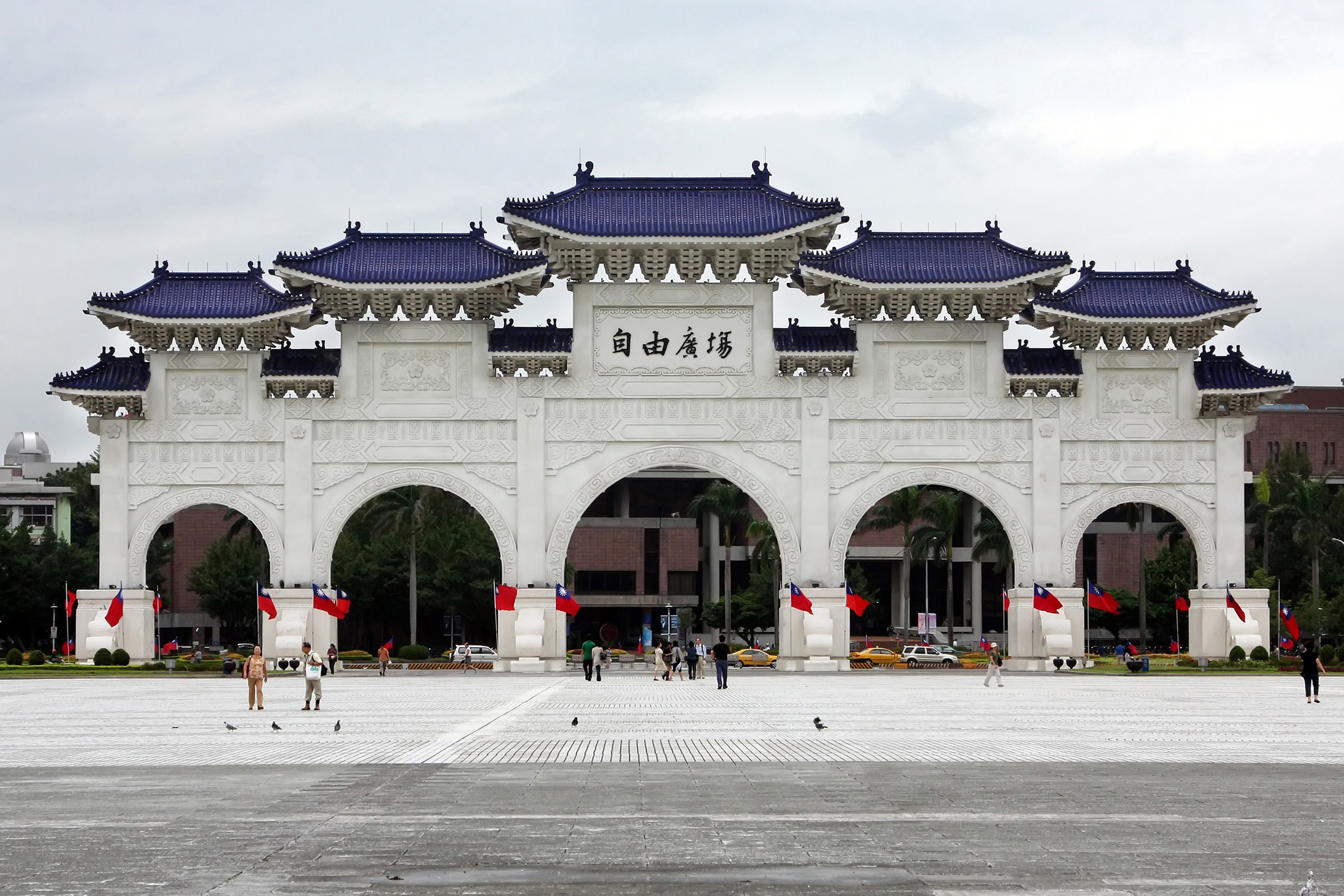
Haupttor zum Chiang-Kai-shek-Park

Das Haupttor der „Großen Zentralität und perfekten Geradheit“ (大中至正,  Dàzhōng Zhìzhèng, englisch Great Centrality and Perfect Uprightness) liegt am Westende der „Chung Shan South Road“ („Chung-Shan-Südstraße“). Das „Tor der großen Loyalität“ (大忠門,  Dàzhōng Mén, englisch Gate of Great Loyalty) steht an der Nordseite der „Xinyi Road“ und das „Tor der großen Pietät“ (大孝門,  Dàxiào Mén, englisch Gate of Great Piety) am Südende an der „Aiguo East Road“. Die Torinschriften der Gedenkhalle und des Gedenkplatzes sind im Stil antiker chinesischer Kalligraphen entworfen, im Fall der Inschrift der Halle von Ouyang Xun aus der Zeit der Tang-Dynastie, bei der des Platzes von Wang Xizhi aus der Östlichen Jin-Dynastie. Im Zuge der Umbenennung wurde die Inschrift am Haupttor zu „Platz der Freiheit“ (自由廣場,  Zìyóu Guǎngchǎng, englisch Liberty Square) geändert.
Außerdem wurde ein Huldigungsboulevard errichtet, der die Gedenkhalle mit dem Platz verbindet. Der Gedenkplatz wird an der Nordseite von der Nationalen Konzerthalle und an der Südseite vom Nationaltheater flankiert.
Der Platz wurde mehrfach für Massenaufläufe genutzt, wie zum Beispiel die „Studentendemonstration der Wilden Lilie“ (野百合學運,  Yěbǎihé Xuéyùn) 1990. Ebenso wird der Platz für Zeremonien für ausländische Würdenträgern mit rotem Teppich genutzt. Jährlich findet hier das Laternenfest statt, bei dem riesige Laternen in Form des aktuellen Tieres des Chinesischen Kalenders angeordnet werden. An normalen Tagen können hier Menschen bei Tanz-, Taekwondo-, Taijiquan- und anderen Kampfkunstübungen sowie beim Xiangqi- oder Go-Spielen beobachtet werden. Auch Soldaten exerzieren hier zu Übungs- und Demonstrationszwecken.

## Gedenkhalle

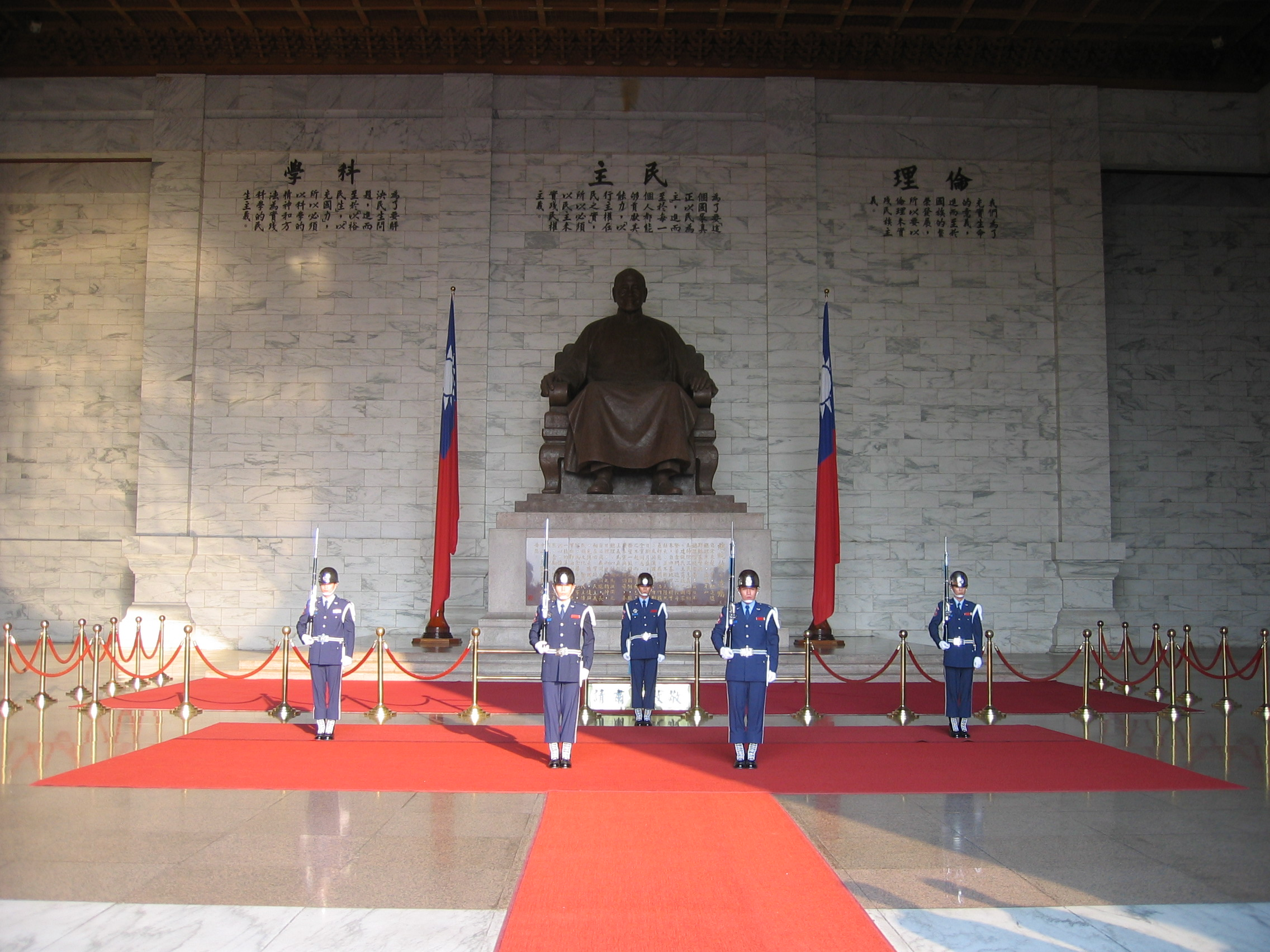
Inneres der Gedenkhalle mit Ehrenwache

Das Gebäude hat einen quadratischen Grundriss und die Wände sind weiß getüncht. Das oktogonale Dach ist 70 m über der Erde und mit blau glasierten Glasziegeln gedeckt. Der weiß-blaue Stil des Gebäudes mit den roten Blumenbeeten steht für die Farben der Flagge der Republik China. Die oktogonale Form symbolisiert die Zahl 8, die traditionell in Asien für „Fülle und Geschick“ steht.
Zwei weiße Sterne mit jeweils 89 Zacken repräsentieren Chiangs Alter sowie den Stern der Flagge der Republik. Sie sind über dem Haupteingang platziert. Der Haupteingang selbst besteht aus zwei Doppeltoren mit jeweils 16 m Höhe und 75 Tonnen Gewicht. Eine bronzene Statue von Chiang Kai-shek befindet sich gegenüber dem Doppeltoren, der oft noch der Kotau entrichtet wurde. Chiang wird in sitzender Position lächelnd im traditionell-chinesischen Anzug dargestellt, während er ansonsten bei Statuen in Taiwan in der Regel stehend dargestellt wird und die sitzende Position Sun Yat-sen vorbehalten ist. Soldaten der Republik halten vor der Statue Chiangs Ehrenwachen, die Wachablösung wurde zu einer Touristenattraktion.
In die Decke ist eine aufwändige mit dem Emblem der Republik China ausgestattete Caisson eingearbeitet. Die Wände über und hinter der Statue sind mit Inschriften verziert. Die Kellerräume der Gedenkhalle enthalten eine Bücherei und ein Museum, welches das Leben Chiang Kai-sheks dokumentiert sowie Gegenstände aus der Geschichte Taiwans ausstellt.

## Umbenennung inNationale Taiwan-Demokratie-Gedenkhalle
Im Jahr 2006 beantragten Parlamentsmitglieder der Demokratischen Fortschrittspartei (DPP) die Umbenennung der Nationalen Chiang-Kai-shek-Gedächtnishalle in Nationale Taiwan-Demokratie-Gedenkhalle. Als Grund wurde die Verantwortung Chiang Kai-sheks für Menschenrechtsverletzungen, insbesondere den Zwischenfall vom 28. Februar, während seiner Regierungszeit angegeben. Die Initiatoren der Umbenennung wiesen darauf hin, dass ein Gesetz zwar eine Gedenkstätte für Chiang Kai-shek fordere, diese aber nicht genauer spezifiziert sei. Sie schlugen vor, Chiangs Mausoleum am See Cihu bei Daxi im Landkreis Taoyuan zur offiziellen Gedenkstätte zu erklären.
Der Antrag fand weiten Zuspruch von pan-grünen Politikern und Prominenten als weiterer Schritt für die Betonung der taiwanischen Identität. Pan-blaue Anhänger empfanden diesen Schritt als Desinisierung (Abwendung vom Chinesentum) und falsch, andere Verehrer Chiangs verteidigten dessen Einparteien-Herrschaft.
Im Jahr 2007 entschied das Erziehungsministerium, das dem Exekutiv-Yuan unterstellt ist, die Umbenennung der Gedenkhalle. Sie wurde auf der Regierungsliste der wichtigsten Sehenswürdigkeiten Taiwan von einer Sehenswürdigkeit 3. Ranges zu einer Sehenswürdigkeit 4. Ranges herabgestuft, um die Namensänderung ohne Genehmigung des Legislativ-Yuans (Parlament) vornehmen zu können. Hintergrund war, dass der Exekutiv-Yuan eine pan-grüne Mehrheit und der Legislativ-Yuan eine pan-blaue Mehrheit hatte, welche gegen die Änderung war.
Die offizielle Umbenennungszeremonie, bei der Präsident Chen Shui-bian den neuen Namen der Halle entschleierte, fand am 19. Mai 2007 statt. In seiner Rede sagte Chen, die Umbenennung zeige das Verlangen der Bürger „Abschied vom alten Zeitalter zu nehmen, und dass alle Taiwaner hinter den universellen Werten Freiheit, Demokratie und Menschenrechten stehen wollen“ (to bid goodbye to the old age and to show that we Taiwanese are all standing firmly behind the universal values of freedom, democracy and human rights). Er verwies auch darauf, dass der 19. Mai der 58. Jahrestag der Verhängung des über 38 Jahre andauernden Kriegsrechtes in Taiwan war. Während der Rede gab es Tumulte und Handgemenge unter den Zuhörern. Für die Zeremonie wurden lange Banner an den Wänden der Gedenkhalle aufgehängt, welche den neuen Namen mit Bildern einer formosanischen Lilie zeigten, welche an die pro-demokratische „Studentendemonstration der Wilden Lilien“ erinnern sollten. Nach der Umbenennung wurden Schilder mit dem neuen Namen im Gedenkpark sowie am Nord- und Südtor platziert. Der alte Name wurde mit Stoffplanen verhängt und die Doppeltore blieben bis zur Neueröffnung verschlossen. Die Statue und die Gedenkhalle selbst wurden nicht verändert.

### Namensstreit

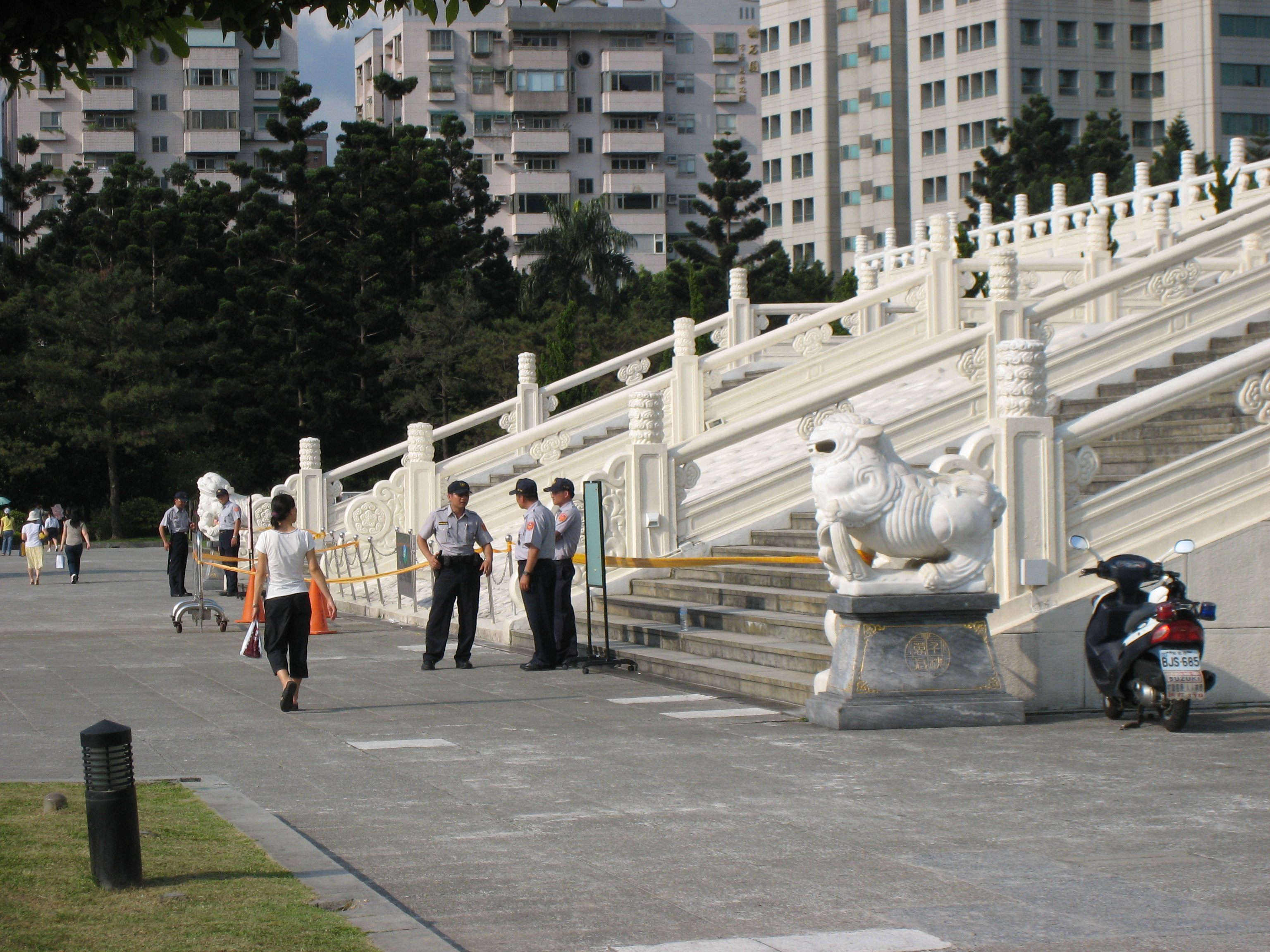
Polizisten bewachten die Gedenkhalle während der Umbenennungsphase, und die Halle selbst war für die Öffentlichkeit verschlossen.

Die Rechtmäßigkeit der Umbenennung wurde vom Parlamentsmitglied Chang Hsien-yao (張顯耀) der pan-blauen Koalition angezweifelt, da sie die Kompetenz des Exekutiv-Yuans überschreite und fälschlicherweise in die Zuständigkeiten des Legislativ-Yuans eingreife.
Der Taipeher Bürgermeister Hau Lung-pin erklärte, dass er keine Änderungen von Schildern oder Karten bezüglich eines neuen Namens der Gedenkhalle autorisieren werde. Er sprach die hohen Kosten solcher Änderungen an und unterstellte den Initiatoren der Umbenennung ein Verlangen nach ideologischem Streit (ideological strife). Er beteuerte, dass er so lange keine Änderung hinnehmen werde, bis diese vom Legislativ-Yuan genehmigt werde.
Am 22. Mai 2007 entfernte die Taipeher Stadtregierung die Absperrung zur Gedenkhalle sowie alle Schilder mit dem neuen Namen als Aufschrift, mit der Begründung, dass es das Kulturerbe verdecke und dies das Kultursicherungsgesetz verletze. Weiter klagte die Stadtregierung das Kultusministerium aus den besagten Gründen an. Dieses schloss daraufhin die Gedenkhalle für Reparaturarbeiten. Zwei Tage später entsandte das Kultusministerium Polizisten zur Bewachung der Gedenkhalle rund um die Uhr.
Am 7. Juni 2007 entschied ein Ausschuss des Legislativ-Yuans selbstständig, die Umbenennung der Gedenkhalle rückgängig zu machen. Wang Shu-hui, ein Ausschussvertreter der DPP sagte im Namen des Kulturministeriums, dass „dieser Entschluss die Mandate der Regierung intrigiere“.
Am 6. November entschied das Council of Cultural Affairs, dass die Gedenkhalle und der Gedenkpark eine historische Sehenswürdigkeit seien; ein Status, der die alleinige Verwaltung in die Hände der Regierung, also des Exekutiv-Yuans lege. Die offizielle Website der Gedenkhalle betitelte diese als Taiwan-Demokratie-Gedenkhalle, die Website der Bibliothek sprach jedoch weiter von der Chiang-Kai-shek-Gedächtnishalle.
Nebst der politischen und juristischen Ebene entstand ebenfalls ein linguistischer Disput. Der chinesische Begriff für ‚Gedenkhalle‘ lautet 紀念堂,  (Jìniàntáng), welcher nur für Gedenkhallen für verstorbene Persönlichkeiten benutzt wird, wie beispielsweise in einem Mausoleum. Dies würde laut den Gegnern der Umbenennung implizieren, dass die Demokratie tot sei. Dieses Argument traf jedoch nicht zu, da die Gedenkhalle nicht in 紀念堂, sondern in 紀念館,  (Jìniànguǎn) umbenannt worden ist, was für jede mögliche Form einer Gedenkhalle verwendet werden kann.

### Austausch der Inschriften
Am 4. Dezember 2007 gab das Council of Cultural Affairs dem Exekutiv-Yuan exklusive Rechte für Änderungen an der Gedenkhalle. Nach diesem Gesetzesakt änderte das Kulturministerium eine der Torinschriften von 大中至正 („große Zentralität und perfekte Geradheit“) in 自由廣場 („Platz der Freiheit“).
Für den Austausch der Inschriften wurde die Gedenkhalle drei Tage lang gesperrt. Verwandte der Opfer vom Zwischenfall vom 28. Februar hielten Nachtwachen an der Gedenkhalle ab, während andere gegen die Änderung protestierten. Die Stadtregierung Taipehs stellte Straßenblockaden auf, um Kräne am Durchkommen zur Gedenkstätte zu hindern.
Am 7. Dezember war die alte Inschrift erfolgreich entfernt worden, woraufhin die Taipeher Stadtregierung das Kulturministerium wegen Schändung von Kulturerbe verklagte. Das Ministerium verteidigte sich damit, dass es keine bautechnischen Änderungen plane und somit die Chiang-Statue sowie das restliche Gebäude in unveränderter Form erhalten blieben. Die 600 Polizisten wurden an diesem Tag wieder abgezogen, jedoch entstanden wie am Vortag kleinere Handgemenge. Während dieser Unruhen wurde ein Kameramann von einem Kleinlaster angefahren und schwer verletzt. Bei der Entfernung des letzten Zeichens (正) um 17:26 Uhr wurde von Teilen der Zuschauer applaudiert, von anderen gebuht. Am Nachmittag des 8. Dezembers wurde die neue Inschrift vollständig installiert.
Der Namensstreit war auch ein Wahlkampfthema im Vorfeld der Parlaments- und Präsidentschaftswahlen 2008. Der Präsidentschaftskandidat der Kuomintang Ma Ying-jeou versprach im Fall seiner Wahl die Änderung rückgängig zu machen.
Die Vizepräsidentin der Republik China Annette Lu stellte sich am 30. Dezember 2007 gegen ihre eigene Partei DPP und appellierte an die Bürger, sich gegen das Kultusministerium zu stellen. Sie machte die vom Ministerium durchgesetzte Namensänderung mit verantwortlich für das schlechte Abschneiden bei Meinungsumfragen zur Präsidentschaftswahl. Kultusminister Tu Cheng-sheng trage hierfür die Schuld.

### Neueröffnung
Am 1. Januar 2008 wurde die Gedenkhalle unter dem Namen Nationale Taiwan-Demokratie-Gedenkhalle neu eröffnet. Präsident Chen Shui-bian sagte, die neue Bedeutung des Monumentes sei ein Symbol für die „Öffnung der Tür zur Demokratie“ (opening the door to democracy). Während die 10 m hohe Statue Chiang Kai-sheks erhalten blieb, wurde die Ehrenwache abgezogen und die Halle mit einer Dokumentation der Opfer unter Chiang sowie Meilensteinen und 300 Drachen gefüllt.

### Zurückbenennung inNationale Chiang-Kai-shek-Gedächtnishalle
Nach dem Wahlsieg der Kuomintang machte der Exekutiv-Yuan am 21. August 2008 den Beschluss zur Namensänderung formell rückgängig, sodass die Halle seitdem wieder ihren ursprünglichen Namen Nationale Chiang-Kai-shek-Gedächtnishalle trägt. Die Torinschriften wurden zunächst nicht wieder ausgetauscht. Die Regierung versprach, vor einer Entscheidung darüber die öffentliche Meinung zu konsultieren, was allerdings nicht geschah. Am 20. Juli 2009 wurde die Inschrift ausgetauscht.